# Luis de la Puente
Luis de la Puente, S.J. (11. listopadu 1554 Valladolid – 16. února 1624 tamtéž) byl španělský římskokatolický duchovní, teolog a jezuita.

## Život
Narodil se 11. listopadu 1554 ve Valladolidu do rodiny úředníka Alonsa de la Puente a María Vázqueze.
Studoval na univerzitě, kde roku 1572 získal titul bakaláře umění a následně nastoupil na Colegio de San Gregorio vedené dominikány. Jeho bratři vstoupili k dominikánům, ale Luis rozhodl vstoupit do Tovaryšstva Ježíšova. Jezuitské vzdělání získal od Francisca Suáreze. Do noviciátu byl přijat v prosinci 1574 v Medina del Campo, kde složil své časné řeholní sliby. Roku 1576 byl poslán na studia do rodného města a o dva roky později studoval na Univerzitě Ducha Svatého v Gipuzkoa, kde se připravoval na učitelskou práci. Poslední jezuitskou formaci získal ve Villagarcía de Campos.
V březnu 1580 byl vysvěcen na kněze. Stal se učitelem umění na jezuitské koleji v Leónu. Kázal a byl zpovědníkem. Jevil se více jako duchovní vůdce než učitel, duchovně vedl např. mystičku Marinu de Escobar. V letech 1585–1589 byl novicmistrem ve Villagarcíi. Poté byl jmenován prefektem koleje v Salamance.
Roku 1598 byl ustanoven inspektorem škol v Kastilii. Roku 1599 se začal starat o nemocné morem ve Villagarcii. Jeho zdraví nebylo pevné, proto se vzdal všech svých úřadů a ponechal si funkci prefekta studií.
Zemřel 16. února 1624.

## Proces svatořečení
Proces byl zahájen 4. října 1667. Dne 16. července 1759 uznal papež Klement XIII. jeho hrdinské ctnosti.